# Ассунта Австрийская
Ассунта Австрийская ((нем. Assunta Erzherzogin von Österreich-Toskana) при рождении Ассунта Алиса Фердинанда Бланка Леопольдина Маргарета Беатриса Рафаэла Микаэла Филомена фон Габсбург-Лотарингская нем. Assunta Alice Ferdinanda Blanca Leopoldina Margareta Beatrice Philomena Raphaela Michaela von Habsburg-Lothringen, 10 августа 1902, Вена — 24 января 1993, Сан-Антонио) — австрийская эрцгерцогиня из Тосканской ветви Габсбургов.

## Биография
Эрцгерцогиня Ассунта Австрийская родилась 10 августа 1902 года в Вене, став восьмым ребенком и пятой дочерью в семье австрийского эрцгерцога из Тосканской ветви династии Габсбургов Леопольда Сальватора и испанской инфанты Бланки, дочери претендента на испанский престол дона Карлоса Младшего. Всего в семье родилось десять детей. При рождении ей было дано имя Ассунта Алиса Фердинанда Бланка Леопольдина Маргарет Беатриса Рафаэла Микаэла Филомена фон Габсбург-Лотарингская с титулом «Её Императорское и Королевское Высочество эрцгерцогиня Австрийская, принцесса Венгерская, принцесса Богемская, принцесса Тосканская».

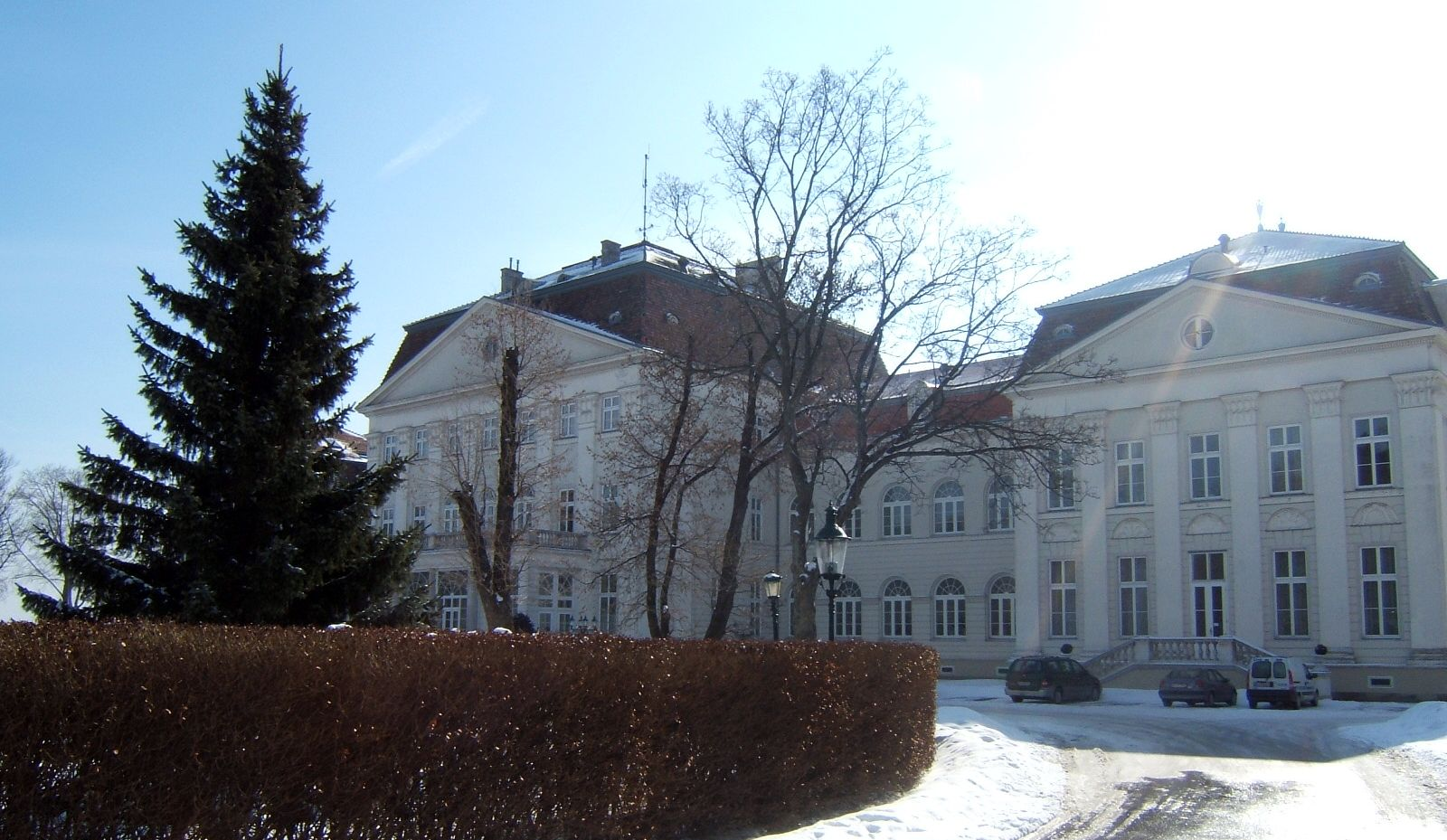
Дворец Вильгельминенберг

Ассунта получила прекрасное образование. Мать была главой их семьи, обладая властным характером, отец был военным и изобретателем, создавшим несколько военных изобретений. Предки со стороны отца правили в Австрии, Тоскане и Королевстве обеих Сицилий, со стороны матери — в Испании, Франции и герцогстве Парма.
Девушка владела пятью языками: немецким, французским, венгерским, итальянским и испанским. Семья была очень богатой. Они владели двумя дворцами под Веной: Тосканским дворцом и Вильгельминненбергом. Отдыхала семья в основном в Италии, где вблизи города Виареджо у матери были свои владения. С детства Ассунта была дружна со своей старшей сестрой Марией Антонией, разница в возрасте между ними была три года.
Во время Первой мировой войны отец и два брата Ассунты воевали на стороне австро-венгерской армии.
Когда эрцгерцогине было 16 лет, австрийская империя рухнула. Республиканской правительство конфисковало все имущество семьи. Семья Ассунты потеряла все своё состояние. Двое её старших братьев решили остаться в Австрии и принять республиканское правительство. Ассунта с родителями, сестрами и остальными братьями эмигрировала в Испанию в январе 1919 года. Они поселились в Барселоне, где на деньги от продажи драгоценностей матери купили небольшой дом. Ассунта и её сестра Мария Антония постоянно ссорились со своей матерью Бланкой, чего нельзя было сказать о старших сестрах.
Живя в Барселоне, Ассунта становилась все более религиозной. Влияние на неё оказывала её сестра Мария Антония, хотевшая стать монахиней. Впоследствии Мария Антония передумала уходить в монастырь, выйдя замуж за мелкого испанского аристократа. Ассунта оставалась непреклонна в своем решении. Она совершила попытку побега от родителей в Южную Америку, но её вернули обратно. После этого они дали ей своё согласие на желание дочери стать монахиней. С их разрешения она ушла в монастырь Санта-Тереза в Тортосе, недалеко от Барселоны.
С началом гражданской войны в Испании монастырь подвергся нападениям, и монахиням пришлось бежать. Ассунта получила разрешение на выезд за границу. Она переехала к матери и сестрам, которые поселились в Виареджо. В конце 1930-х годов, через одного из своих братьев, Ассунта встретила своего будущего мужа Иосифа Хопфингера (1905—1992), польского врача еврейского происхождения. С согласия матери они вступили в брак в сентябре 1939 года в Уши, Лозанна. Вскоре после этого её мужа призвали в армию, после падения Франции он был демобилизован. Супруги встретились в Лондоне и переехали в Барселону, где в 1940 году родилась их старшая дочь Мария Тереза.

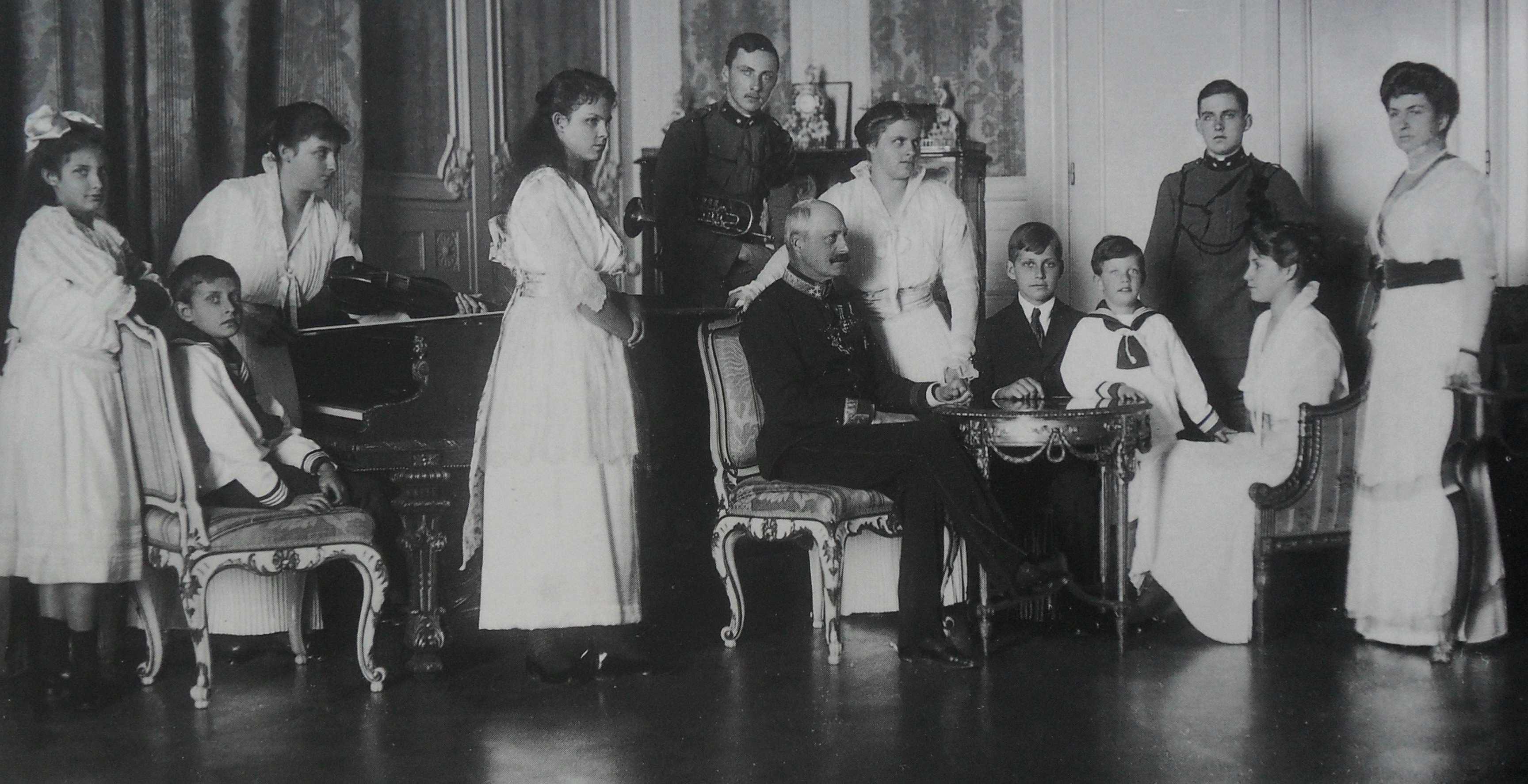
Семья эрцгерцогини Ассунты (стоит крайняя слева)

Преследование евреев нацистами заставило супругов покинуть Европу. Оба родителя Иосифа были убиты нацистами. Ассунта и Иосиф решили эмигрировать в США при поддержке братьев эрцгерцогини Леопольда и Франца Иосифа, которые жили в Америке и оплатили перелёт супругов с дочерью в Нью-Йорк. Муж Ассунты работал в Америке врачом, в 1942 году родилась их вторая дочь Джульетта.
От брака с Иосифом Хопфингером (1905—1992) родилось двое дочерей:
- Мария Тереза (род. 5 декабря 1940) — вышла замуж за Эдварда Джозефа Гецко, затем — за Анатоля Ферлета, двое детей;
- Джульетта Елизавета Мария Ассунта (род. 1942) — была замужем пять раз, имела троих детей.

Брак Ассунты оказался несчастливым. Муж надеялся, что женившись на европейской принцессе сможет унаследовать её состояние, но его у Ассунты не было. 25 июля 1950 года пара развелась.
Бывшая эрцгерцогиня переехала с дочерьми в Сан-Антонио, Техас, где прожила до своей смерти. До конца жизни она оставалась очень религиозной, поддерживая отношения с местными католиками и посещая церковь. Она совершила одну поезду в Европу, навестив своих братьев и сестер, которые после смерти матери проживали в Виареджо. Скончалась 24 января 1993 года в возрасте 90 лет в Сан-Антонио, пережив всех своих братьев и сестёр.